# Mars Simulation Project
The Mars Simulation Project er en open source software simulation af en fremtidig kolonisering af planeten Mars. Hovedinspirationen er taget fra Mars-trilogien af Kim Stanley Robinson.
Simulationen er baseret på autonome agenter (dvs. bruger styrer ikke en enkelt person direkte), og søger at håndtere både tekniske opgaver og sociale interaktioner.

Projektet benytter XML filer til justering af simulationens parametre.